# Österreichische Musikzeitschrift
Die Österreichische Musikzeitschrift (ÖMZ) war eine in Wien erscheinende Monatszeitschrift. Gegründet wurde sie 1946 von dem österreichischen Kulturpolitiker und Musikkritiker Peter Lafite; bis Ende 2010 (65. Jahrgang) wurde sie herausgegeben von Marion Diederichs-Lafite mit insgesamt 745 Heften (Verlag Musikzeit). Von 2011 bis 2014 erschien die Zeitschrift im Böhlau Verlag, seit 2015 erschien sie im Verlag Hollitzer. Im Februar 2018 wurde die Zeitschrift von den Herausgebern eingestellt.

## Geschichte

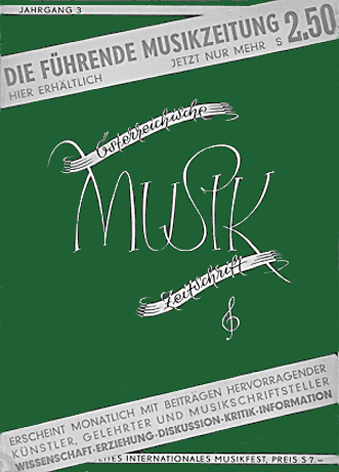
Österreichische MUSIKZEITschrift, 1948

1946 begann Peter Lafite in der Zeit des Nachkriegsaufbaus zunächst durch die Signatarmächte mit Dmitri Schostakowitsch – Benjamin Britten – Claude Debussy, Maurice Ravel – Arthur Honegger wie Erich Wolfgang Korngold; in der Musik des 20. Jahrhunderts setzte er sich ein für die „Wiener Schule“, für Igor Strawinsky, Werner Egk, Carl Orff, Paul Hindemith und kooperierte mit Joseph Marx, Marcel Rubin, Friedrich Wildgans und Josef Matthias Hauer. Mitarbeiter Friedrich Saathen, der zu Gottfried von Einem oder Ernst Krenek schrieb, fokussierte die Gegenwart (im Gegensatz zielte aber die ÖMZ darauf, mehr zu sein als nur ein „Rondo“ für Kenner).
1951 – in Fortführung der Zeitschrift mit Dolf Lindner als Redakteur – gibt Paul Kont Einblicke zur Szene Wien wie Darmstadt, während Rudolf Klein erst aus Donaueschingen berichtet und danach als Redakteur über Frank Martin bis Olivier Messiaen viel beiträgt. In dieser Aufbauphase sponsert die ÖMZ Kompositionsauftrag (1955 an Anton Heiller) und Wettbewerb (für Jungkomponisten 1956). Die Publikation 1961 zur „Die Wiener Schule“ mit Nachfolgern öffnet eine erweiterte Basis. Musikinformation durch Hardcover-Publikationen, Info-Seiten, Lose-Blatt-Kataloge unter Einsatz von Redakteur Walter Szmolyan wurde im Verbund von ÖMZ, ÖKB wie ORF aufgebaut. Direkte Zusammenarbeit entstand mit Karl Schiske, György Ligeti, Friedrich Cerha, Anestis Logothetis, weiters von Hans Erich Apostel, über Hans Werner Henze bis Otto M. Zykan.
1980 wurde die Zusammenarbeit mit Komponistenverbänden (IGNM, ÖKB u. a.) intensiviert: Schulbildende von John Cage bis Walter Zimmermann traten in den Vordergrund; Heinz Karl Gruber, Dieter Kaufmann, Wilhelm Zobl engagierten sich für Einzelhefte. Redakteur Christian Baier legte freie Blicke auf minimal music oder experimentelle Opern, arbeitete mit Franz Koglmann und entdeckte Olga Neuwirth. Österreichs Musikszene, die in „Hörgänge“-Veranstaltungen wie in der aktuelle Ästhetik thematisierenden Reihe von „wien modern“ Gestaltung fand, wurde begleitet zentrierend auf Peter Ablinger, Bernhard Lang, Klaus Lang, Gerd Kühr, Christian und Wolfgang Muthspiel bzw. Roman Haubenstock-Ramati, Wolfgang Rihm, Luigi Nono, Witold Lutosławski, Krzysztof Penderecki, Alfred Schnittke, u. a.m.
Der Ausbau erfolgte 1994 bis 2011 nach journalistisch-optischer Reform dank eigener Herstellung und durch Web-Zugang über Artikel-Datenbanken. Als Erneuerung dienen die Rubriken „Echo“ für Uraufführungskritik, „Studio“ zur Partitur-Analyse und „Portrait“ als Förderung zu öffentlicher Diskussion. Thematisiert wird Österreichs Musiklandschaft, die IGNM-Geschichte, Musikinformationszentren Europas. Auf „Ideen – Ideologien – Wirklichkeiten“ zentrieren zwei Symposien 1988 und 2007. Redakteur Daniel Ender pflegt Gespräche mit den Kreativen. Spezielle MUSIKZEITcovers gestalten hervorragende bildende Künstler. Im überschaubaren mitteleuropäischen Musikmarkt suchte stets die Zeitschrift das Lebendige aus anregender Vergangenheit wie zukunftszutragender Kreativität, hielt sich auch offen für Computer und Elektronik, mit Grenzgebieten von Improvisation, Jazz, auch Wortsprache / Libretti, Tanz / Performance und Film.
Mit der Übernahme durch die neuen Herausgeber Daniel Brandenburg und Frieder Reininghaus änderte sich das äußere Erscheinungsbild der Zeitschrift; außerdem wurden die Rubriken überarbeitet; diese waren: Lehren und Lernen; Berichte; Festival, Musiktheater, Konzert; Rezensionen; Jodler und Gstanzln; Das andere Lexikon; Zu guter Letzt (Stand 2013:).

## Wissenschaft
Verantwortliche der Nationalbibliothek, der Universitäten und der Akademie der Wissenschaften veröffentlichten in dieser Fachzeitschrift zu Komponisten mit ihrem Werk / Biographie / Rezeption, zu Gesamtausgaben, zu Förderungen des Forschungsfonds wie zu Projekten spezieller Musikergesellschaften. In der global durch RILM (Répertoire International de Littérature Musicale) verschlagworteten Musikzeitschrift publizierten führende Autoren zu den Phasen der Musikgeschichte:
I Aus Fürstenzeiten Musik in Barock und Klassik
- Kunst der Kaiser Herbert Seifert, Silke Leopold
- Gluck Gerhard Croll, Gernot Gruber, Daniel Brandenburg
- Haydn H. C. Robbins Landon, Armin Raab, Gerhard Winkler
- Mozart Otto Erich Deutsch, Wolfgang Rehm, Gernot Gruber
- Beethoven Peter Gülke, Rudolf Klein, Walther Brauneis, Rita Steblin
- Schubert Otto Erich Deutsch, Christa Landon, Walther Dürr, Walburga Litschauer
- Brahms Imogen Fellinger, Otto Biba, Claus-Christian Schuster
- Bruckner Leopold Nowak, Manfred Wagner, Elisabeth Maier
- Wolf Hans Jancik, Leopold Spitzer, Peter Revers
- Mahler Erwin Ratz, Franz Willnauer, Constantin Floros

II „Wiener Schule“ und geistige Aufbrüche der Jahrhundertwende

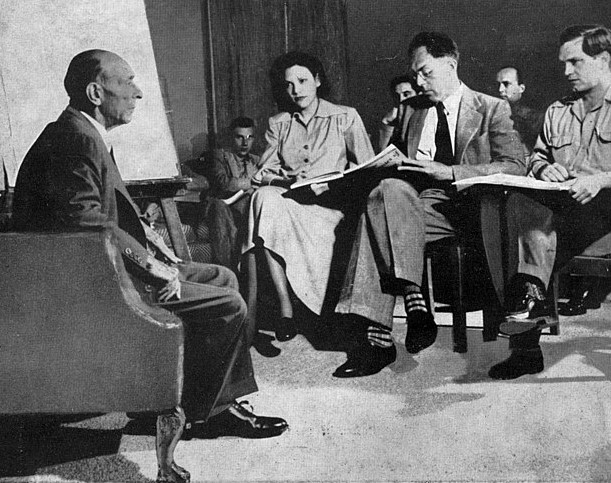
Erster ÖMZ-Sonderband in Buchform, 1961

- Zemlinsky Horst Weber, Susanne Rode, Christoph Becher, Hartmut Krones
- Schönberg Rudolf Stephan, Willi Reich, Leonard Stein, Jürg Stenzl
- Berg Theodor W. Adorno, Hans F. Redlich, George Perle, Constantin Floros
- Webern Hans Moldenhauer, Reinhard Kapp, Matthias Schmidt
- Hauer Hermann Pfrogner, Rudolph Reti, Hans Heinz Stuckenschmidt
- Schreker Rudolf Stephan, Christopher Hailey
- Schmidt Carmen Ottner
- Eisler Georg Knepler, Albrecht Dümling, Jürgen Schebera
- Krenek Hans Heinz Stuckenschmidt, Claudia Maurer Zenck, Matthias Schmidt
- Wellesz Hans F. Redlich, Hartmut Krones, Peter Revers

III Musik von 1945 bis zu heutiger Globalisierung
- Ästhetik Ulrich Dibelius, Lothar Knessl, Leo Dorner, Daniel Ender
- Cage Friedrich Spangenmacher, Wolfgang Gratzer
- Minimal Christian Baier, Reinhard Kager
- Postmoderne Carl Dahlhaus, Constantin Floros
- Elektronik Dieter Kaufmann, Johannes Kretz

In der Erforschung heutiger Musik wurden wissenschaftlich Lehrende sowie Komponisten kontaktiert (z. B. Karlheinz Essl, Beat Furrer, Georg Friedrich Haas, Johannes Maria Staud, Herbert Willi) und über die aktuelle Gegenwart (Donaueschinger Musiktage, Darmstädter Ferienkurse, Biennalen in München, Witten oder Venedig) regelmäßig berichtet.
Im Fokus des Wissenstransfers stand die internationale Musikwissenschaft mit vielen Artikeln seitens der Institute für Musikwissenschaft der Universitäten Wien, Salzburg, Graz, insbesondere der Universität für Musik und darstellende Kunst Wien:
- Soziologie Kurt Blaukopf, Alfons Silbermann, Elena Ostleitner
- NS-Zeit Walter Pass, Oliver Rathkolb, Manfred Permoser
- Sprache – Semantik Constantin Floros, Hartmut Krones
- Analyse Erwin Ratz, Carl Dahlhaus, Rudolf Stephan, Manfred Angerer
- Ästhetik Harald Kaufmann, Andreas Dorschel, Christoph Landerer
- Hirnforschung Wilfried Gruhn, Peter Markl, Hellmuth Petsche

Das Anliegen, Wissen zu verbreiten, war in der Familie Lafite schon vorbereitet seit Carl Lafites Schubertiaden (1895), die in der Zusammenarbeit zum Schubertjahr mit O. E. Deutsch (1928) gipfelten. Überblick geben Tonträger-Artikel ab 1966 (Redaktion: Robert Werba, dann Peter Cossé), kenntnisreich sind die Buchrezensionen (seit 1980 Redaktion: Manfred Wagner, Carmen Ottner). Zum Popularen schrieben über die Operette Moritz Csáky, Eberhard Würzl, Franz Mailer, zum Musical Peter Weck, Hans-Dieter Roser und der Volksmusik widmeten Serien Walter Deutsch wie Gerlinde Haid.

## Interpretation
In Erforschung verschiedener Interpretationsverständnisse widmete sich die ÖMZ dem Klang der Philharmoniker / Wiener Klangstil, Instrumentenbau (Horn), bis zur Originalklang-Bewegung (Josef Mertin Aufführungspraxis).
Die Anfangskontakte galten den Dirigenten: Karl Böhm, Otto Klemperer, Josef Krips; Wilhelm Furtwängler,
Clemens Krauss, Bruno Walter, Hans Swarowsky schlossen an; Michael Gielen, Nikolaus Harnoncourt, Herbert von Karajan folgten.
Der Liedgesang erblühte mit Julius Patzak wie Hilde Güden, Elisabeth Höngen, Erika Köth, Irmgard Seefried, später Juliane Banse, Ildikó Raimondi, zu Thomas Hampson, Bo Skovhus u. a.m. Große Stimmbildner wie Walter Berry oder Dietrich Fischer-Dieskau brachten sich in die Musikzeitschrift ein, auch die schulbildenden Chorleiter Ferdinand Grossmann oder Hans Gillesberger.
Große Pianisten fanden früheste Förderung: Alfred Brendel, Jörg Demus, Friedrich Gulda, Alexander Jenner; später Till Fellner, die Brüder Kutrowatz, Gottlieb Wallisch, Marino Formenti. Orgelkenntnisse von Johann Nepomuk David, Anton Heiller, Frank Martin, Kurt Rapf oder im Kirchenamt von Hans Haselböck, Peter Planyawsky, Robert Lehrbaumer kamen zur Sprache.
Zu Violinbau und -spielweise erläuterten Walter Salmen, Gerhard Stradner und Marianne Ronez, den Kontrabass als Soloinstrument Alfred Planyavsky. Zuvor äußerten sich zur Kunst der Streicher Eduard Melkus, Yehudi Menuhin, Ricardo Odnoposoff, Franz Samohyl oder Enrico Mainardi; später Benjamin Schmid, Ernst Kovacic, Martha und Vahid Khadem-Missagh. Jüngst wurden Quartettbildungen wie Ensembles der Kammermusik, auch neuere Blasmusik oder diverse Orchester von der Ausbildung bis zu ihrer Zusammenlegung thematisiert.
Einbezogen wurden die in Österreichs Musikuniversitäten Lehrenden, auch Seminare und Kurse – von den legendären Interpretationsseminaren zur Wiener Schule mit Schönbergs Schwager Rudolf Kolisch, den Musikseminaren der „Internationalen Sommerakademie PragWienBudapest“ bis zu Lied-Kursen in Japan. Workshops zur Zwölftonmusik auf der Expo Brüssel 1958 wirkten als exemplarischer Durchbruch und wurden als ÖMZ-Gütesiegel gewürdigt.

## Festivals und Europäisierung

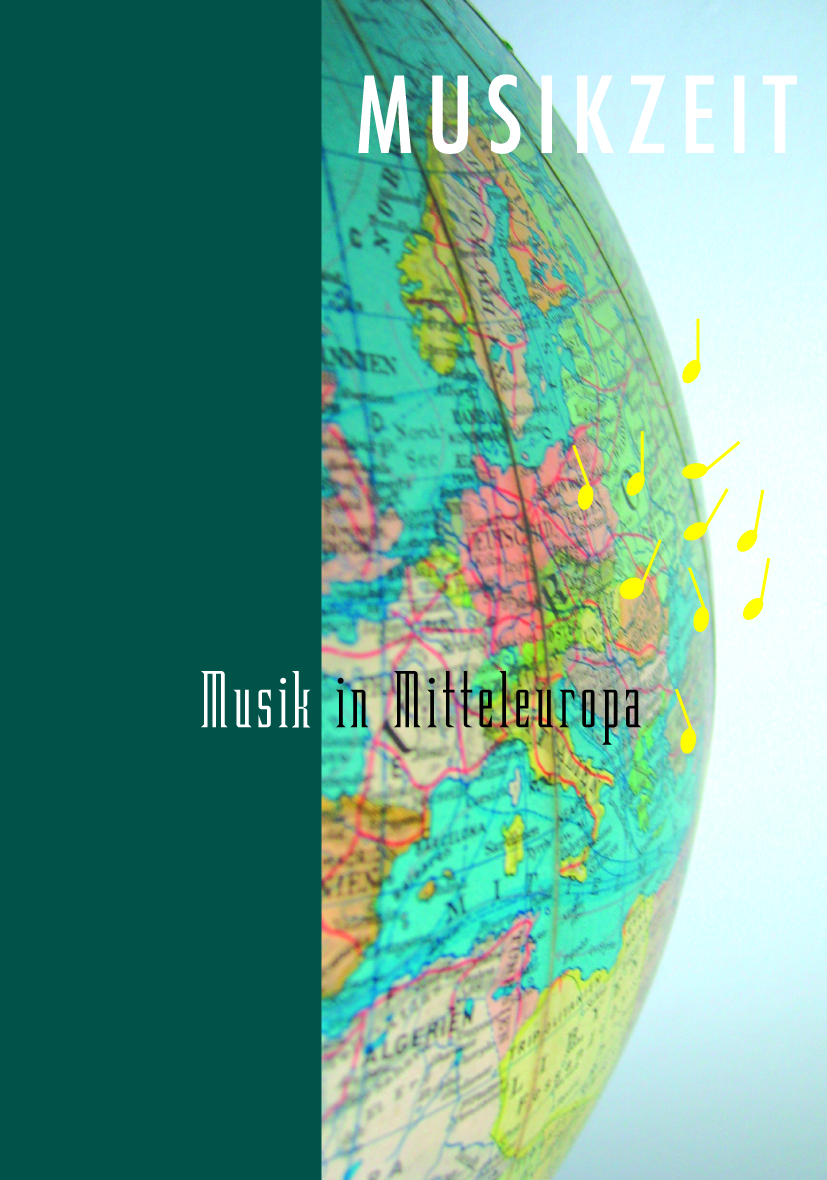
ÖMZ präsentiert die "Plattform Kultur-Mitteleuropa" in China

Als Angelpunkt für Österreich nach 1945 werden die Salzburger Festspiele gefördert als Bühne zur Internationalität. Bernhard Paumgartner und die ÖMZ kooperieren in Zielsetzung, Förderung, Ausbauprojekten. 1950 formt das Bundesministerium für Unterricht mit Peter Lafite die Gesetzesvorlage zum „Salzburger Festspielfonds“. Clemens Holzmeister publiziert zu den Festspielhäusern in Salzburg (1950, 1956, 1970) auch zu Theaterbauten in Europa. Die ÖMZ kooperiert in Sondereditionen mit dem „Fremdenverkehr“ (ab 1957), Sternstunden im Theater an der Wien (1961), Wiener Staatsoper 100 Jahre (dt., engl., frz.). Im Überblick werden Österreichs neue Festspiele in Zahlen und Typisierung von Manfred Wagner 1980 und 2000 dargelegt. Darüber hinaus wurden Sonderhefte publiziert mit den Ländern in Mitteleuropa (1992-1995-1998-2005); zu zwölf europäischen Ländern, Russland und den USA wurden englischsprachige Specials global verbreitet, mit der außenpolitischen „Plattform Kultur-Mitteleuropa“ erschien eine chinesischsprachige Edition zur Präsentation in Fern-Ost.

## Kritik
Jeder der Familie Lafite hatten zuvor als Musikkritiker in anderen Publikationsmedien geschrieben. In der MUSIKZEITschrift wurde die Musikkritik in der medialen Umgebung als Kern positioniert.

## Herausgeber- und Chefredaktionsteam
Von der Gründung 1946 an bis 1951 wurde die ÖMZ von Peter Lafite herausgegeben, nach dessen Tod übernahm seine Frau Elisabeth Lafite die Leitung der Zeitschrift. 1980 übernahm deren Tochter, Marion Diederichs-Lafite, die Herausgeberschaft der ÖMZ und führte diese bis zum Ende des 65. Jahrgangs 2010. Ab 2011 bestand das Herausgeber- und Redaktionsteam aus Frieder Reininghaus, Daniel Brandenburg (Herausgeber), Daniel Ender und Doris Weberberger (Redaktion), zuletzt ersetzten Johannes Prominczel und Judith Kemp Ender und Doris Weberberger.